# Idina Menzel
Idina Kim Mentzel (Long Island, 30 de Maio de 1971) é uma cantora, atriz e compositora americana. Particularmente conhecida por seu trabalho em musicais na Broadway, ela foi apelidada de "Rainha da Broadway" por sua presença de palco imponente, poderosa mezzo-soprano e reputação como uma das atrizes de teatro mais influentes de sua geração. Tendo alcançado sucesso mainstream no palco, na tela e na música, seus elogios incluem um American Music Awards, um Billboard Music Awards, um Daytime Emmy Awards e um Tony Awards, bem como indicações para três Drama League Awards e quatro Drama Desk Award. Em 2019, Menzel recebeu uma estrela na Calçada da Fama de Hollywood e foi nomeado uma Lenda da Disney em 2022. Menzel recebeu um doutorado honorário da Universidade da Pensilvânia em 2023.  Ela ganhou destaque por sua atuação como Maureen Johnson no musical da Broadway, Rent , um papel que repetiu para a adaptação para o cinema de 2005. Em 2004, ganhou o Tony Award de Melhor Atriz em Musical pelo papel de Elphaba no grande sucesso da Broadway, Wicked. A atriz também participou da série musical Glee como Shelby Corcoran, mãe biológica de Rachel Berry, interpretada por Lea Michele. Em 2014, voltou a Broadway com o musical If/Then como Elizabeth. Ela ganhou notoriedade mundial ao ser a voz original da personagem Elsa do filme musical da Disney, Frozen (2013). A canção Let it Go, cantada por Menzel como Elsa, ficou no número cinco do ranking da Billboard Hot 100. Seu quarto álbum de estúdio foi lançado em 2014, Holiday Wishes, e foi o número seis da Billboard 200, ranking de álbuns. Neste ano ela foi honorada com o prêmio Artista Revelação na Billboard Women in Music Awards.

## Biografia
Idina Kim Mentzel, nasceu em 30 de Maio de 1971, Long Island, em Nova Iorque, nos Estados Unidos, em uma família judia. Menzel se casou com Taye Diggs em 11 de Janeiro de 2003, porém, no final de 2013 foi relatado que Menzel e Diggs se separaram após 10 anos de casamento. Juntos, eles têm um filho, Walker Nathaniel Diggs, que nasceu em 2 de Setembro de 2009.
Idina começou a namorar o ator Aaron Lohr, e em Agosto de 2015, eles compraram uma casa juntos em Encino, Los Angeles.  Em 23 de Setembro de 2016, Idina anunciou que ela e Lohr estavam noivos. Eles se casaram no fim de semana de 22 de Setembro de 2017. Menzel se identifica como feminista, dizendo: "Adoro interpretar todas essas mulheres fortes. Mas elas não são apenas fortes, são mulheres que têm uma vulnerabilidade muito profunda e precisam passar por uma jornada para aproveitar suas potência.".

## Vida Artística

### Voz e Influências
Idina possui um alcance vocal mezzo-soprano, que abrange aproximadamente três oitavas. De acordo com Andrew Gans da Playbill , Menzel tem "uma das vozes mais originais de sua geração, um contralto maleável que pode ser doce e feminino em seu registro médio, podendo subir facilmente para notas superiores influenciadas pelo pop muito acima do agudo...". O compositor de Frozen, Kristen Anderson-Lopez descreveu a voz de Menzel como "um abraço caloroso, sendo esse calor e essa vulnerabilidade lá embaixo. E então, conforme você a leva cada vez mais alto, ela fica cada vez mais forte e mais poderosa. quando ela está cantando essas músicas grandes e gigantes." 

### Estilo Musical
Profissionalmente treinada como cantora clássica desde os oito anos, Menzel decidiu seguir diferentes gêneros, como R&B e jazz, quando começou o ensino médio. Após alguns anos, Menzel acabou sendo exposto a uma ampla variedade de gêneros musicais, variando do jazz ao rock e Motown, e frequentemente experimentava novos arranjos de canções tradicionais. Ela credita seu histórico de cantora de casamento por treiná-la para improvisar novos arranjos vocais, o que por sua vez ajuda suas versões alternativas improvisadas de canções quando ela está se sentindo mal ou sua voz está cansada. Suas setlists tendem a incorporar uma combinação eclética de material original e covers de pop, rock, teatro musical e canções de filmes, selecionando uma variedade de canções que ela espera que os fãs queiram ouvir e se sente inspirada a tentar novas interpretações. Menzel tornou-se intimamente associada a canções sobre auto-capacitação, especificamente suas canções de assinatura "Defying Gravity" e "Let it Go". 

## Carreira

### Teatro
| Ano  | Título                   | Papel                 | Teatro                     | Notas    |
| ---- | ------------------------ | --------------------- | -------------------------- | -------- |
| 1994 | Rent                     | Maureen Johnson       | New York Theatre Workshop  |          |
| 1996 | Rent                     | Maureen Johnson       | Nederlander Theatre        | Broadway |
| 2000 | The Wild Party           | Kate                  | Manhattan Theatre Club     |          |
| 2000 | Summer of '42            | Dorothy               | Norma Terris Theatre       |          |
| 2001 | Hair                     | Sheila                | New York City Center       |          |
| 2001 | Aida                     | Amneris               | Palace Theatre             |          |
| 2003 | Wicked                   | Elphaba Thropp        | Gershwin Theatre           | Broadway |
| 2005 | Wicked                   | Elphaba Thropp        | Apollo Victoria Theatre    | West End |
| 2005 | See What I Wanna See     | Kesa / Wife / Actress | The Public Theatre         |          |
| 2014 | If/Then                  | Elizabeth Vaughan     | Richard Rodgers Theatre    | Broadway |
| 2018 | Skintight                | Jodi Isaac            | Laura Pels Theatre         |          |
| 2019 | Skintight                | Jodi Isaac            | Geffen Playhouse           |          |
| 2021 | Wild: A Musical Becoming | Bea                   | American Repertory Theater |          |
| 2023 | Gutenberg! The Musical   | Produtora             | James Earl Jones Theatre   | Broadway |
| 2024 | Redwood                  | Jesse                 | La Jolla Playhouse         |          |
| 2025 | Redwood                  | Jesse                 | Nederlander Theatre        | Broadway |

### Filmes
| Ano  | Título                                    | Personagem             | Notas                 |
| ---- | ----------------------------------------- | ---------------------- | --------------------- |
| 2001 | Beijando Jessica Stein                    | Bridesmaid             |                       |
| 2002 | Foi Só Um Beijo                           | Linda                  |                       |
| 2004 | Water                                     | Jessy Turner           |                       |
| 2004 | The Tollbooth                             | Raquel Cohen-Flaxman   |                       |
| 2005 | Rent                                      | Maureen Johnson        |                       |
| 2006 | Pergunte ao Pó                            | Vera Rivkin            |                       |
| 2007 | Encantada                                 | Nancy Tremaine         |                       |
| 2013 | Frozen                                    | Elsa                   | Voz Original          |
| 2017 | Amigas para Sempre                        | CC Bloom               |                       |
| 2018 | Wi-Fi Ralph                               | Elsa                   | Voz Original          |
| 2019 | Frozen 2                                  | Elsa                   | Voz Original          |
| 2019 | Joias Brutas                              | Dinah Ratner           | Original Netflix      |
| 2021 | Cinderella                                | Vivian                 | Original Amazon Prime |
| 2022 | Desencantada                              | Nancy Tremaine         |                       |
| 2023 | Você Não Tá Convidada pro Meu Bat Mitzvá! | Bree Friedman          | Original Netflix      |
| 2024 | Wicked                                    | Cantora da Mágicomania |                       |

### Séries de Televisão
| Ano       | Título                              | Personagem                            | Notas                       |
| --------- | ----------------------------------- | ------------------------------------- | --------------------------- |
| 1998      | Hercules: The Animated Series       | Circe                                 |                             |
| 2004      | Esquadrão Resgate                   | Carol                                 | Participação (1 Episódio)   |
| 2005      | Kevin Hill                          | Francine Prescott                     | Participação (2 Episódios)  |
| 2009      | Private Practice                    | Lisa King                             | Participação (2 Episódios)  |
| 2009      | Great Performances                  | Florence Vassy                        | Participação (1 Episódio)   |
| 2010-2015 | Glee                                | Shelby Corcoran                       | Recorrente                  |
| 2010      | Super Fofos                         | Rainha dos Corações (Queen of Hearts) | Participação (Voz Original) |
| 2010      | Vila Sésamo                         | Ela mesma                             | Participação (1 Episódio)   |
| 2011      | The Glee Project                    | Ela mesma                             | Participação (1 Episódio)   |
| 2015      | Arthur                              | Dra. Paula                            | Participação (Voz Original) |
| 2016      | Lego Frozen: Luzes Congelantes      | Elsa                                  | Especial (Voz Original)     |
| 2017      | Julie's Greenroom                   | Ela mesma                             | Participação (1 Episódio)   |
| 2017      | Ant & Dec's Saturday Night Takeaway | Ela mesma                             | Participação (1 Episódio)   |

### Documentário
| Ano  | Título                                      | Personagem | Notas                |
| ---- | ------------------------------------------- | ---------- | -------------------- |
| 2007 | ShowBusiness: The Road to Broadway          | Ela mesma  |                      |
| 2011 | Idina Menzel Live: Barefoot at the Symphony | Ela mesma  | Especial PBS         |
| 2020 | Minha Intuição: Nos Bastidores de Frozen 2  | Ela mesma  | Original Disney Plus |
| 2022 | Idina Menzel: Trajetória de Sucesso         | Ela mesma  | Original Disney Plus |

### Curta-metragem
| Ano  | Título                                                         | Personagem | Notas        |
| ---- | -------------------------------------------------------------- | ---------- | ------------ |
| 2015 | Frozen Fever                                                   | Elsa       | Voz Original |
| 2017 | Olaf em uma Nova Aventura Congelante (Olaf's Frozen Adventure) | Elsa       | Voz Original |
| 2023 | Era Uma Vez um Estúdio                                         | Elsa       | Voz Original |

### Videogame
| Ano  | Título                               | Personagem | Notas        |
| ---- | ------------------------------------ | ---------- | ------------ |
| 2013 | Disney Infinity                      | Elsa       | Voz Original |
| 2014 | Disney Infinity: Marvel Super Heroes | Elsa       | Voz Original |
| 2015 | Disney Infinity 3.0                  | Elsa       | Voz Original |
| 2019 | Kingdom Hearts III                   | Elsa       | Voz Original |

## Indicações e Prêmios
Ver: List of awards and nominations received by Idina Menzel

## Discografia

### Álbuns solo
| Still I Can't Be Still                                                    | - Lançamento: 15 de setembro de 1998 - Gravadora: Hollywood - Formato: CD, cassette              | —  | —  | - : 18.000  |              |
| Here                                                                      | - Lançamento: 23 de fevereiro de 2004 - Gravadora: Zel - Formato: CD                             | —  | —  | - : 2.000   |              |
| I Stand                                                                   | - Lançamento: 29 de Janeiro de 2008 - Gravadora: Warner Bros. - Formato: CD, Download digital    | 58 | 54 | - : 80.000  |              |
| Holiday Wishes                                                            | - Lançamento: 14 de outubro de 2014 - Gravadora: Warnes Bros. - Formato: CD, Download digital\|  | 6  | 42 | - : 500.000 | - RIAA: Ouro |
| Idina                                                                     | - Lançamento: 23 de setembro de 2016 - Gravadora: Warnes Bros. - Formato: CD, Download digital\| | 29 | 86 |             |              |
| "—" significa lugares onde não vendeu o suficiente para entrar na parada. |                                                                                                  |    |    |             |              |

### Álbuns Ao Vivo
| Título                         | Álbum                                                                                              | Melhores posições |
| Título                         | Álbum                                                                                              | US                |
| ------------------------------ | -------------------------------------------------------------------------------------------------- | ----------------- |
| Live: Barefoot at the Symphony | - Lançamento: 6 de março de 2012 - Gravadora: Concord Records - Formato: CD, DVD, Download digital | 53                |

### Singles
| Ano                                                                       | Single                                                                                   | Melhores posições | Melhores posições | Melhores posições | Melhores posições | Melhores posições | Melhores posições | Melhores posições | Álbum                                  |
| Ano                                                                       | Single                                                                                   | US                | US AC             | US Dance          | AUS               | AUT               | CAN               | UK                | Álbum                                  |
| ------------------------------------------------------------------------- | ---------------------------------------------------------------------------------------- | ----------------- | ----------------- | ----------------- | ----------------- | ----------------- | ----------------- | ----------------- | -------------------------------------- |
| 1998                                                                      | "Minuet"                                                                                 | —                 | —                 | —                 | —                 | —                 | —                 | —                 | Still I Can't Be Still                 |
| 2006                                                                      | "Take Me or Leave Me"                                                                    | —                 | —                 | 32                | —                 | —                 | —                 | —                 | Rent (trilha sonora)                   |
| 2007                                                                      | "Defying Gravity"                                                                        | —                 | —                 | 5                 | —                 | 72                | —                 | —                 | I Stand                                |
| 2007                                                                      | "Brave"                                                                                  | —                 | 19                | —                 | —                 | —                 | —                 | —                 | I Stand                                |
| 2007                                                                      | "Gorgeous"                                                                               | —                 | —                 | 3                 | —                 | —                 | —                 | —                 | I Stand                                |
| 2008                                                                      | "Hope"                                                                                   | —                 | —                 | —                 | —                 | —                 | —                 | —                 |                                        |
| 2010                                                                      | "Funny GirlFunny Girl"                                                                   | —                 | —                 | —                 | —                 | —                 | —                 | —                 |                                        |
| 2010                                                                      | "I Dreamed a Dream" (com Lea Michele)                                                    | 31                | —                 | —                 | —                 | —                 | 45                | 36                | Glee: The Music, Volume 3 Showstoppers |
| 2010                                                                      | "Poker Face" (com Lea Michele)                                                           | 20                | —                 | —                 | —                 | —                 | 26                | 27                | Glee: The Music, Volume 3 Showstoppers |
| 2011                                                                      | "Somewhere"" (com Lea Michele)                                                           | 75                | —                 | —                 | —                 | —                 | —                 | 110               | Glee: The Music, Volume 7              |
| 2011                                                                      | "Yoü and I"/"You and I (canção de Eddie Rabbitt e Crystal Gayle)" (com Matthew Morrison) | 69                | —                 | —                 | —                 | —                 | —                 | 174               |                                        |
| 2011                                                                      | "Constant Craving" (com Naya Rivera e Chris Colfer)                                      | 89                | —                 | —                 | —                 | —                 | —                 | —                 | Glee: The Music, Volume 7              |
| 2014                                                                      | "Let It Go"                                                                              | 5                 | 13                | 1                 | 16                | 74                | 18                | 11                | Frozen (trilha sonora)                 |
| 2014                                                                      | "You Learn to Live Without"                                                              | —                 | —                 | —                 | —                 | —                 | —                 | —                 | If/Then                                |
| "—" significa lugares onde não vendeu o suficiente para entrar na parada. |                                                                                          |                   |                   |                   |                   |                   |                   |                   |                                        |